# As-Suwayda
as-Suwayda, eller al-Suwayda, (arabiska: ٱلسُّوَيْدَاء) är en stad i södra Syrien, och är den administrativa huvudorten för provinsen as-Suwayda och för distriktet as-Suwayda. Befolkningen uppgick till 73 641 invånare vid folkräkningen 2004.